# Shanshui qing
Shanshui qing (xinès simplificat: 山水情, pinyin: Shānshuǐ qíng, literalment 'Sentiment de les muntanyes i els rius') és un curtmetratge d'animació xinés produït per Shanghai Animation Film Studio sota la direcció del mestre d'animació Te Wei, que es va retirar en finalitzar la realització de la pel·lícula.
La pel·lícula no conté cap diàleg, la qual cosa permet ser vista per gent de qualsevol cultura. Els únics sorolls són el so del vent o altres elements terrestres. La pel·lícula es considera una obra mestra a nivell artístic, ja que es tractava essencialment d'una pintura de paisatge en moviment. Artísticament, utilitza un estil de pintura Shan shui.

## Història
La pel·lícula tracta d'un vell erudit empobrit i d'un xic jove que el cuida breument a canvi de lliçons de guqin.